# Scriptania
Scriptania là một chi bướm đêm thuộc họ Noctuidae.

## Loài
- Scriptania americana (Blanchard, 1852)
- Scriptania michaelseni
- Scriptania nordenskjoldi